# José Luis Acosta Salmerón
José Luis Acosta Salmerón (Úbeda, Andalusia; 1961) és un director i guionista de cinema i televisió.

## Biografia
Va començar com a tècnic en més de quinze pel·lícules, i va seguir sota l'ombra del productor Elías Querejeta, amb el qual va dirigir tres documentals i un migmetratge del projecte Siete Huellas. Entre les sèries més destacades en els guions de les quals ha participat es troben Los ladrones van a la oficina, Ana y los 7, A las once en casa, Fuera de lugar, UCO i la tvmovie Barreiros, que ha obtingut en la 45a edició del Word Festival Houston (2012) el Premi Platí a la millor tvmovie. Ha dirigit dues pel·lícules, dels guions de les quals és, igualment, autor: Gimlet (1995), un thriller tèrbol i obsessiu, amb Viggo Mortensen i Ángela Molina en els seus papers protagonistes, seleccionada en el festival de Sant Sebastià i premi en el festival d'Alexandria, No dejaré que no me quieras (2002), una comèdia d'embolics romàntics, amb Pere Ponce, Alberto San Juan, Viviana Saccone i Ana Risueño al capdavant del seu repartiment. També el curtmetratge Historia de un búho (2003), nominat al Goyaal millor curtmetratge i amb més de 35 premis nacionals i internacionals. En l'actualitat treballa per al mercat estatunidenc i llatinoamericà com a guionista i productor executiu a través de WTH, agència de continguts de Mèxic i Los Angeles. Actualment treballa com a director de continguts de International Studios Telemundo NBCUniversal Miami USA on ha desenvolupat sèries com El Recluso, Jugar con Fuego i l'última producció No te puedes esconder, las tres per Netflix.
El 25 de juliol de 2013 va ser elegit president de la SGAE, càrrec del que va dimitir el 31 de març de 2016.